# Blairsden
Blairsden es un lugar designado por el censo en el condado de Plumas en el estado estadounidense de California. En el año 2000 tenía una población de 50 habitantes y una densidad poblacional de 35.7 personas por km².

## Geografía
Blairsden se encuentra ubicado en las coordenadas 39°46′40″N 120°36′59″O / 39.77778, -120.61639. Según la Oficina del Censo, la ciudad tiene un área total de 1,4 km² (0,5 mi²), de la cual 1,4 km² (0,5 mi²) es tierra y 0 km² (0 mi²) (0%) es agua.

## Demografía
Según la Oficina del Censo en 2000 los ingresos medios por hogar en la localidad eran de $33,393, y los ingresos medios por familia eran $26,250. Los hombres tenían unos ingresos medios de $41,250 frente a los $24,444 para las mujeres. La renta per cápita para la localidad era de $15,004. Alrededor del 11.5% de la población estaban por debajo del umbral de pobreza.